# Distrikt Andabamba (Santa Cruz)
Der Distrikt Andabamba liegt in der Provinz Santa Cruz in der Region Cajamarca im Norden Perus. Der Distrikt wurde am 21. August 1967 gegründet. Er besitzt eine Fläche von 8,62 km². Beim Zensus 2017 wurden 1384 Einwohner gezählt. Im Jahr 1993 lag die Einwohnerzahl bei 2369, im Jahr 2007 bei 1752. Sitz der Distriktverwaltung ist die 2542 m hoch gelegene Ortschaft Andabamba mit 256 Einwohnern (Stand 2017). Andabamba befindet sich knapp 15 km ostsüdöstlich der Provinzhauptstadt Santa Cruz de Succhabamba.

## Geographische Lage
Der Distrikt Andabamba befindet sich in der peruanischen Westkordillere südostzentral in der Provinz Santa Cruz. Er wird im Osten von dem nach Norden fließenden Oberlauf des Río Chancay begrenzt.
Der Distrikt Andabamba grenzt im Südwesten an den Distrikt Yauyucan, im Norden an den Distrikt La Esperanza sowie im Osten an den Distrikt Ninabamba.

## Ortschaften
Neben dem Hauptort gibt es folgende Ortschaften (caseríos) im Distrikt:
- El Rejo
- La Punta
- La Samana
- San José
- San Lorenzo